# Діна Верні
Діна Верні (Dina Vierny) (25 січня 1919, Кишинів — 20 січня 2009, Париж) — французька галеристка, співачка та натурниця. Кавалерка Ордену Почесного Легіону.

## Життєпис
Народилася в єврейській родині музикантів. Батько — Яків Айбіндер (1889, Кишинів — 1943, Аушвіц) був піаністом, мати — музиканткою, а тітка — оперною співачкою. У 5 років з сім'єю емігрувала до Франції.
Їй було шість років, коли у 1925 році вона приєдналася до батька, який тікав від катастрофи НЕПу через Одесу, Варшаву та Берлін, і знайшла роботу акомпаніатора на фортепіано в одному з паризьких кінотеатрів. Родинна квартира стала місцем зустрічей певної частини інтелігенції.
Народила двох синів — Олів'є Лоркін, директор паризького Музею Майоль, та історик мистецтва Бертран Лоркін, куратор музею.
Померла в Парижі, за п'ять днів до 90-річчя.

## Мистецька діяльність
У 15 познайомилвсь зі скульптором Арістидом Майолем і стала його натурницею. Зображена в стилі ню в бронзі та мармурі в його композиціях «Ріка», «Повітря», «Гармонія». Також позувала для Анрі Матісса, П'єра Боннара, Рауля Дюфі. Приятелювала з Андре Бретоном, Марселем Дюшаном, Сержем Поляковим, Сергієм Шаршуном.
В 1944 році успадкувала все майно скульптора після його загибелі в автокатастрофі. У1947 році Діна Верні відкрила власну галерею в Парижі на вулиці Жакоб. У 1995 році заснувала музей Майоля (фонд Діни Верні, вулиця Гренель, 61). У галереї Верні пройшли вистави радянських нонконформістів Іллі Кабакова, Еріка Булатова, Володимира Янкилевського.
Документальний фільм про Діну Верні зняла Ольга Свіблова в 1995 році.
Також Діна Верні відома як виконавиця табірних пісень.